# Onze-Lieve-Vrouw-Bezoekingkerk (Essene)

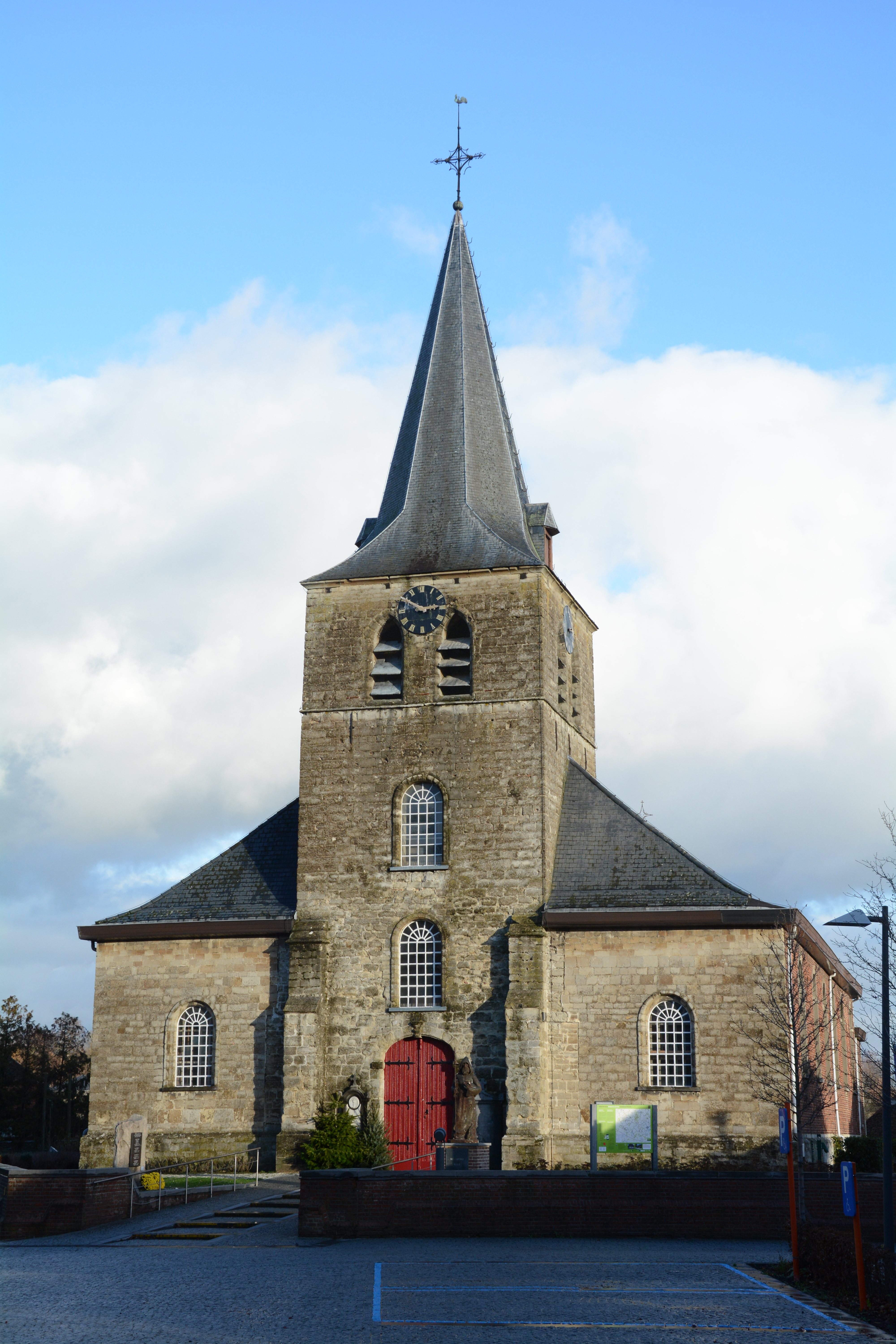
Kerk Onze-Lieve-Vrouw Bezoeking

De Kerk Onze-Lieve-Vrouw Bezoeking is een kerkgebouw in Essene, een deelgemeente van de Belgische gemeente Affligem. De kerk is genoemd naar het kerkelijk feest de bezoeking van Maria.

## Historiek
Tot 1274 vormde Essene samen met Hekelgem een enkele parochie die bij het begin van de 12e eeuw werd geschonken aan de Abdij van Affligem.
Het gebouw werd ingepland op een heuvel en was omringd door een kerkhof. In grote lijnen is het een neoclassicistisch gebouw van bak- en natuursteen. Het omvat een ingebouwde westtoren met vroeggotische kern uit 13de of 14de eeuw. Het schip is driebeukig met een koor van twee traveeën met driezijdige apsis. Aan de noord- en zuidkant werd een sacristie opgetrokken. 
De vierkante westtoren uit zandsteen wordt gestut door korte steunberen. De spitsboogvormige galmgaten bevatten galmborden (13de of 14de eeuw) en de met leien bedekte naaldspits is ingesnoerd.  
De kerk bezit een oud kerkorgel, gebouwd door Van Peteghem.  
Bij de kerk staat een Sint-Antoniusbeeld van de hand van André Dumont.  